# 949
949 (CMXLIX) fue un año común comenzado en lunes del calendario juliano, en vigor en aquella fecha.

## Acontecimientos
- Posiciones de los 8 planetas y de Plutón estarán en el mismo ángulo de 90°, en vista heliocéntrica del sistema solar
- 1 de junio: un fuerte terremoto sacude el oeste de la península ibérica.